# ザビーナ・シュピールライン

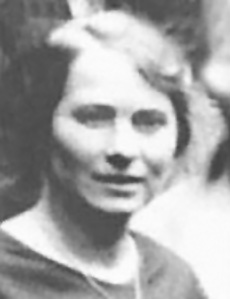
ザビーナ・シュピールライン

ザビーナ・ニコライエヴナ・シュピールライン（Sabina Nikolayevna Spielrein 1885年11月7日-1942年8月12日）はロシア出身の精神分析家。

## 概要
ロストフの裕福なユダヤ人の家庭に生まれ育つ。父ニコライは商人、母エヴァは当時のロシアでは珍しい大学卒（歯学部）の女性だった。
ロストフの女子ギムナジウムを経て、1904年8月17日、統合失調症患者としてチューリッヒ近郊のブルクヘルツリ精神病院に入院し、ここで医師として働いていたカール・グスタフ・ユングと知り合い、恋に落ちる。1905年6月1日に退院した後、チューリッヒ大学医学部に入学し、1911年、統合失調症に関する論文を提出して医学部を卒業するまでユングとの関係は続いた。ユングは彼女が学位論文を書くにあたっての助言者だったが、同時に彼自身もシュピールラインから学問的に多大な影響を受けた。しかし既婚者のユングが、彼の子を産みたいというシュピールラインの希望を撥ねつけたため、二人の愛は破局を迎えた。同じ1911年、ウィーンでジークムント・フロイトと会い、ウィーン精神分析学協会に参加。ユングとの恋愛体験に基づく論文『生成の原因としての破壊』は、フロイトのタナトス概念に影響を与えた。
1912年、ロシア系ユダヤ人医師パヴェル・ナウモーヴィチ・シェフテルと結婚し、ベルリンで暮らした。第一次世界大戦中はスイスで暮らしたが、1923年、ソビエト政権下のロシアに帰国し、ロシア精神分析学協会に参加すると共に、モスクワにて幼稚園を設立。なるべく早い時期から子供たちを自由人として育てることを旨とした幼稚園であり、ヨシフ・スターリンが息子ヴァシリーを偽名で入園させたこともあったが、3年後、幼児たちへの性的虐待という冤罪をかけられたため、閉鎖を余儀なくされた。背後には、精神分析学に対するスターリン政権からの弾圧があった。
1936年、大粛清の最中に夫が病死し、シュピールラインと娘たちは1942年に故郷ロストフにて、侵攻したナチの手で殺害された。
2002年、『私の名はザビーナ・シュピールライン』と題するドキュメンタリーがスウェーデンの映画監督エリザベト・マルトンによって作られ、2005年には米国でも封切られた。近年、精神分析学に対する彼女の貢献に関して再評価が進みつつある。
2011年、シュピールラインとユング、フロイトの3者を描いた映画『危険なメソッド』が作られた。

## 文献リスト
- ザビーネ・リッヒェベッヒャー『ザビーナ・シュピールラインの悲劇 ― ユングとフロイト、スターリンとヒトラーのはざまで』田中ひかる訳、岩波書店、2009.
- アルド・カロテヌート『秘密のシンメトリー — ユング・シュピールライン・フロイト』入江良平ほか訳、みすず書房、1991.
- 鈴木晶「ザビーナ・シュピールライン　フロイトとユングのはざまで」（『ユリイカ』1985年10月号）
- カシュテン・アルネス『ザビーナ ― ユングとフロイトの運命を変えた女』藤本優子訳、日本放送出版協会、1999.（シュピールラインが主人公となる小説）